# Lista parcurilor din București
Mai jos este prezentată o listă a parcurilor și a grădinilor din București
- Parcul Motodrom

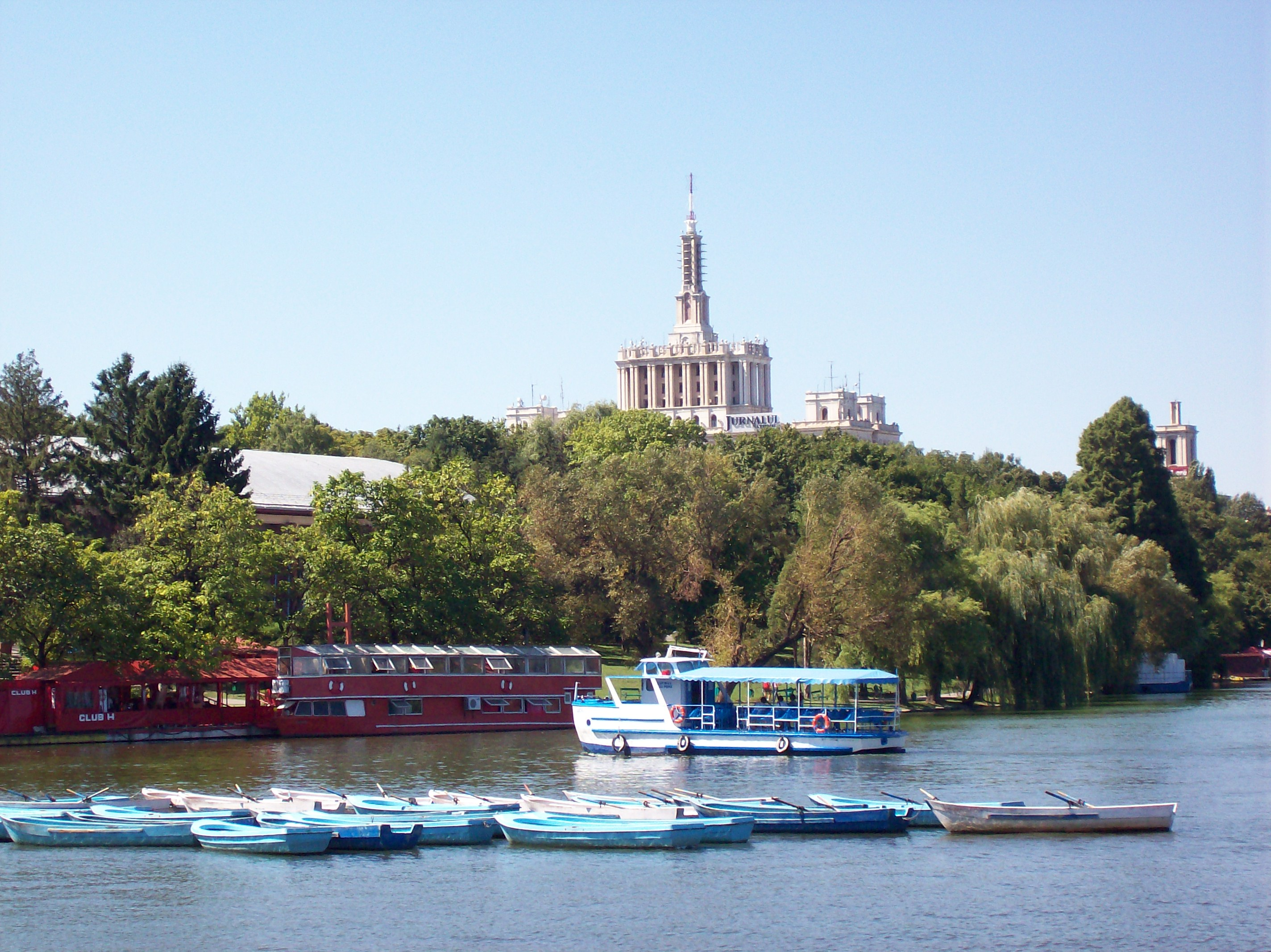
Parcul Herăstrău

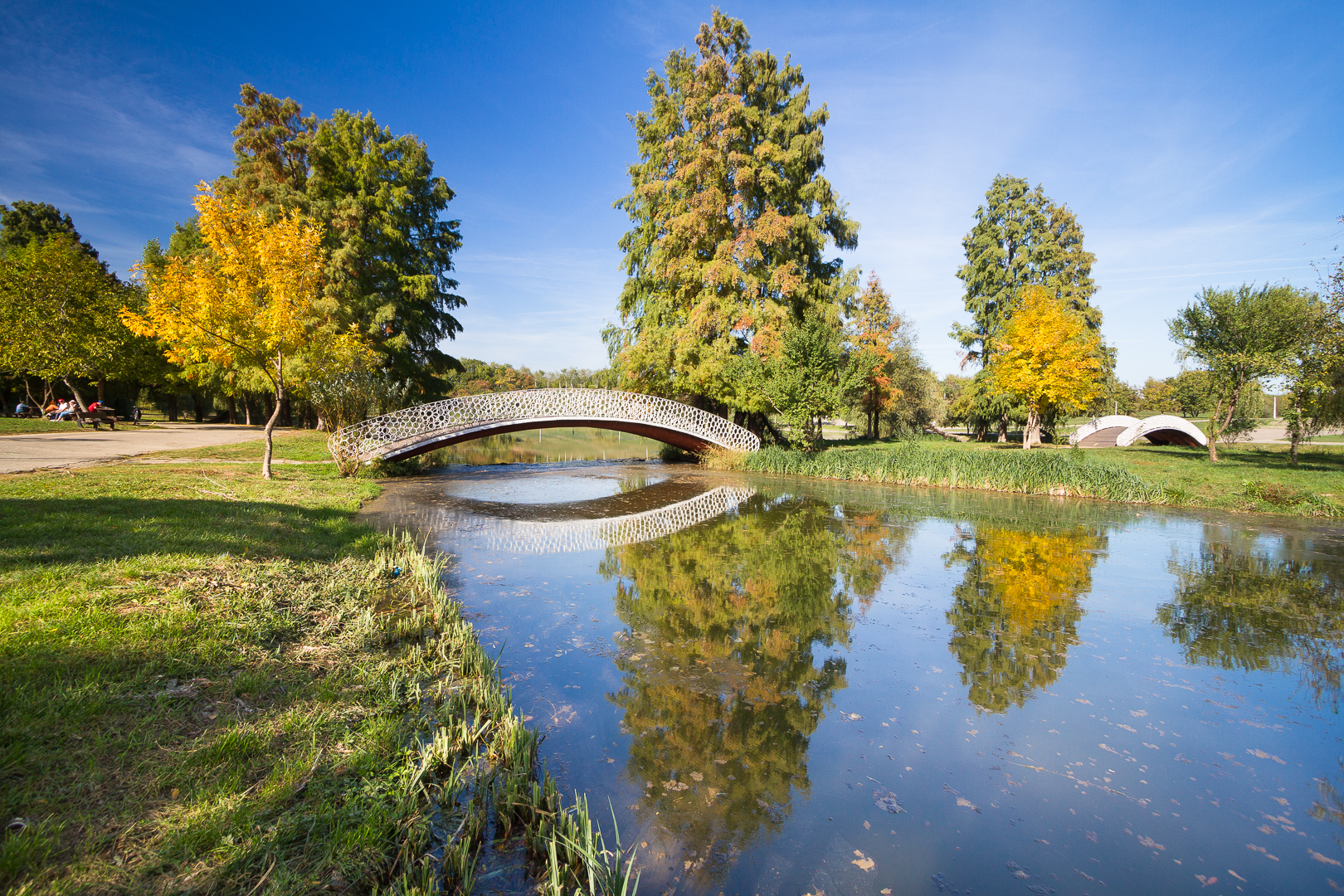
Parcul Tineretului

- Parcul Alexandru Ioan Cuza (fost Parcul IOR), 44°25′23.03″N 26°9′17.45″E / 44.4230639°N 26.1548472°E
- Parcul Bazilescu (fost Nicolae Bălcescu), 44°29′18.39″N 26°2′3.64″E / 44.4884417°N 26.0343444°E
- Parcul Bordei
- Grădina Botanică „Dimitrie Brândză”, 44°26′16.44″N 26°3′49.13″E / 44.4379000°N 26.0636472°E
- Parcul Carol I (sau al Libertății), 44°24′40.66″N 26°5′48.31″E / 44.4112944°N 26.0967528°E
- Parcul Circul de Stat, 44°27′26.34″N 26°6′39.32″E / 44.4573167°N 26.1109222°E
- Parcul Cișmigiu, 44°26′13.69″N 26°5′26.15″E / 44.4371361°N 26.0905972°E
- Parcul Copilului, 44°27′56.77″N 26°3′42.51″E / 44.4657694°N 26.0618083°E
- Parcul Crângași, 44°27′6.79″N 26°2′37.75″E / 44.4518861°N 26.0438194°E
- Parcul Drumul Taberei (fost Moghioroș), 44°25′13.92″N 26°1′55.41″E / 44.4205333°N 26.0320583°E
- Parcul Eroilor, 44°26′5.72″N 26°4′29.82″E / 44.4349222°N 26.0749500°E
- Grădina Episcopiei
- Parcul Filaret
- Parcul Floreasca
- Parcul Florilor
- Parcul Gării de Nord, 44°26′43.02″N 26°4′34.46″E / 44.4452833°N 26.0762389°E
- Parcul Giulești
- Parcul Grozăvești
- Parcul Regele Mihai I al României (fost Herăstrău), 44°28′14.15″N 26°4′56.66″E / 44.4705972°N 26.0824056°E
- Parcul Humulești
- Grădina Icoanei, 44°26′36.92″N 26°6′14.49″E / 44.4435889°N 26.1040250°E
- Parcul Ion Voicu (actualmente Ioanid)
- Parcul Izvor, 44°25′54.72″N 26°5′15.63″E / 44.4318667°N 26.0876750°E
- Parcul Izvorul Rece -
- Parcul Kiseleff, 44°27′26.75″N 26°5′4.60″E / 44.4574306°N 26.0846111°E
- Parcul Liniei
- Parcul Lumea Copiilor
- Parcul Mare Ferentari
- Parcul Mic Ferentari
- Parcul Milcari
- Parcul Morarilor
- Parcul Moghioroș
- Parcul Național (fost 23 august), 44°26′4.63″N 26°8′50.11″E / 44.4346194°N 26.1472528°E
- Parcul Obor, 44°26′53.86″N 26°7′37.41″E / 44.4482944°N 26.1270583°E
- Parcul Operei
- Parcul Pantelimon
- Parcul Plevnei
- Parcul Plumbuita
- Parcul Sfânta Maria, 44°27′28.13″N 26°3′57.82″E / 44.4578139°N 26.0660611°E
- [[Parcul Sticlăriei]
- Parcul Gheorghe Petrașcu (IOR)
- Parcul Sebastian
- Parcul Tei
- Parcul Tineretului, 44°24′27.09″N 26°6′20.15″E / 44.4075250°N 26.1055972°E
- Parcul Titan (fost Balta Albă), 44°25′36.32″N 26°9′40.71″E / 44.4267556°N 26.1613083°E
- Parcul Titanii
- Parcul Tosca
- Parcul Tudor Arghezi
- Parcul Venus
- Grădina Zoologică, 44°31′2.00″N 26°6′15.94″E / 44.5172222°N 26.1044278°E
- Parcul Orășelul Copiilor